# Кармиргюх
Кармиргюх (арм. Կարմիրգյուղ) — село в Гехаркуникской области Армении.

## География
Село расположено в западной части марза, на берегах реки Гаварагет, при автодороге , на расстоянии 2 километров к юго-востоку от города Гавар, административного центра области. Абсолютная высота — 1975 метров над уровнем моря.
Климат
Климат характеризуется как умеренно холодный, влажный (Dfb в классификации климатов Кёппена). Среднегодовая температура воздуха составляет +3,9 °C. Средняя температура самого холодного месяца (января) составляет −7,4 °С, самого жаркого месяца (августа) — +14,9 °С. Расчётная многолетняя норма атмосферных осадков — 1232 мм. Наибольшее количество осадков выпадает в июне (153 мм).

## Население
Численность постоянного населения по состоянию на 1 января 2023 года составляла 5927 человек.
| Год переписи | Население          | Население          | Население          | Население            | Население            | Население            |
| Год переписи | Наличное население | Наличное население | Наличное население | Постоянное население | Постоянное население | Постоянное население |
| Год переписи | Всего              | Мужчины            | Женщины            | Всего                | Мужчины              | Женщины              |
| ------------ | ------------------ | ------------------ | ------------------ | -------------------- | -------------------- | -------------------- |
| 2001         | 5106               | 2553               | 2553               | 5448                 | 2783                 | 2665                 |
| 2011         | 4399               | 2137               | 2262               | 4964                 | 2560                 | 2404                 |

| Год  | Численность | Численность |
| ---- | ----------- | ----------- |
| 1831 | 709         | [ 8 ]       |
| 1873 | 1061        | [ 9 ]       |
| 1897 | 1744        | [ 8 ]       |
| 1926 | 2442        | [ 8 ]       |
| 1939 | 2895        | [ 8 ]       |
| 1959 | 3466        | [ 8 ]       |
| 1970 | 4389        | [ 8 ]       |
| 1979 | 4714        | [ 8 ]       |
| 1989 | 5600        | [ 8 ]       |
| 2001 | 5448        | [ 8 ]       |
| 2011 | 4964        | [ 10 ]      |
| 2021 | 6291        | [ 11 ]      |